# Claassenia bischoffi
Claassenia bischoffi és una espècie d'insecte plecòpter pertanyent a la família dels pèrlids.